# تولیه
تولیه (به ایتالیایی: Tuglie) یک کومونه در ایتالیا است که در استان لچه واقع شده‌است. تولیه ۸ کیلومتر مربع مساحت و ۵٬۲۹۲ نفر جمعیت دارد و ۷۴ متر بالاتر از سطح دریا واقع شده‌است.